# Max Kirchhoff
Maximilian Joseph „Max“ Kirchhoff (* 4. Dezember 1831 in Langensalza; † nach 1892) war ein deutscher Kommunalpolitiker.

## Leben
Kirchhoff war das 4. Kind und der 2. Sohn des königlichen Steuerrates Friedrich Carl Gottlob Kirchhoff (1781–1861) und dessen Ehefrau Magdalena Ludovica Demontant (* 1799). Noch vor Geburt seines jüngeren Bruders, Carl Reinhold Alfred Kirchhoff, dem späteren Geographen, zog die Familie 1836 nach Erfurt um. Max Kirchhoff wurde dort 1861 in den Häuserlisten der Stadt als Bürgermeister geführt. Er heiratete am 13. Mai 1862 die aus Erfurt stammende und sieben Jahre jüngere Christine Dorothea Rothe und hatte mit ihr zwei Söhne: den späteren Ingenieur, Carl August Friedrich Louis Heinrich Theodor Alfred Kirchhoff (1864–1905) und den 1867 geborenen Max Heinrich Theodor Kirchhoff, der im Almanach der guten Gesellschaft Deutschlands von 1894 als Rittergutsbesitzer in Guhlen, Kreis Sorau, angegeben wurde.
Nach über 30-jähriger Tätigkeit für die Stadt Erfurt als Ratsherr und Bürgermeister wurde ihm 1892 die Ehrenbürgerschaft verliehen.